# 3-я воздушная армия (США)
3-я воздушная армия (англ. Third Air Force (3 AF)) — объединение Военно-воздушных сил США в Европе. Находится в подчинении Командования ВВС США в Европе и Африке (United States Air Forces in Europe — Air Forces Africa). Управление армии расквартировано на авиабазе Рамштайн (Германия).

## История
3-я воздушная армия (3 ВА) создана 19 октября 1940 года как «Юго-восточный воздушный район» (Southeast Air District). Управление находилось на авиабазе Макдилл (MacDill Air Force Base), штат Флорида. 9 апреля 1941 года Юго-восточный воздушный район переименован в 3-ю воздушную армию (Third Air Force). В годы Второй мировой войны 3 ВА занималась подготовкой лётчиков. Подразделения 3-й ВА занимались также противолодочным патрулированием побережья США. 
1 ноября 1946 года 3-я ВА была распущена. 1 мая 1951 года воссоздана на территории Великобритании. В 1972 году штаб армии переехал в Великобританию, на авиабазу Милденхолл для повышения удобства управления. 
Впервые 3-я ВА приняла участие в боевой операции в ночь на 14 апреля 1986 года. Восемнадцать фронтовых бомбардировщиков F-111F, взлетев с авиабазы Лейкенхит, поразили цели в Бенгази, Эль-Азизии и Сиди Билале в Ливии. В операции использовались воздушные заправщики и самолёты РЭБ EF-111A Raven.
1 ноября 2005 года 3-я воздушная армия была распущена. 1 декабря 2006 года армия была снова возрождена.

## Состав

### 2015
- 31-е истребительное крыло (31st Fighter Wing) (Авиано, Италия)
- 48-е истребительное крыло (48th Fighter Wing) (Лейкенхит, Великобритания)
- 52-е истребительное крыло (52nd Fighter Wing) (Шпангдалем, Германия)
- 86-е транспортное крыло (86th Airlift Wing) (Рамштайн, Германия)
- 100-е заправочное крыло[англ.] (Милденхолл, Великобритания)
- 435-е крыло десантных операций (435th Air Ground Operations Wing) (Рамштайн, Германия)
- 501-е крыло боевого обеспечения (501st Combat Support Wing) (Алконбери, Великобритания)
- 603-й центр воздушных и космических операций (603d Air and Space Operations Center)
- 603-я эскадрилья воздушной связи (603d Air Communications Squadron)
- 4-я группа обеспечения воздушных операций (4th Air Support Operations Group)